# Luana (Fußballspielerin)
Luana Bertolucci Paixão, kurz zumeist nur Luana (* 2. Mai 1993 in São Bernardo do Campo), ist eine brasilianische Fußballspielerin.

## Karriere

### Klub
Luana spielte von 2011 bis Ende 2014 für Centro Olímpico. Danach verließ sie ihr Heimatland und schloss sich Anfang 2015 Avaldsnes IL in Norwegen an. Hier war sie über die folgenden vier Jahre Teil der Mannschaft. Anfang 2019 wechselte sie nach Südkorea, wo sie für Hwacheon KSPO WFC auflief. Nach nur einem Jahr kehrte sie nach Europa zurück, wo sie sich Paris Saint-Germain in Frankreich anschloss. Seit Sommer 2022 ist sie wieder zurück in Brasilien und steht seitdem bei Corinthians São Paulo unter Vertrag.

### Nationalmannschaft
Mit der U17 nahm sie an der Weltmeisterschaft 2010 teil und schaffte es mit ihrem Team bis ins Viertelfinale. Auch mit der U20 nahm sie an einer Weltmeisterschaft teil. Bei der Ausgabe im Jahr 2012 wurde sie erneut in allen Spielen eingesetzt, schied mit ihrer Mannschaft aber nach der Gruppenphase aus.
In der brasilianischen A-Nationalmannschaft hatte sie ihr Debüt im Dezember 2012 bei einem 2:1-Sieg über Dänemark während des Vier-Nationen-Turniers. Abgesehen von kleineren Turnieren, kam sie aber nie zu bekannten Nominierungen für größere Turniere. Erst bei der Weltmeisterschaft 2019 kam sie als Ersatz für die verletzte Adriana in den Kader. Bei dem Turnier kam sie in zwei Gruppenspielen zu jeweils kurzen Einsätzen. Ihre Mannschaft schied schließlich im Achtelfinale aus.
Auch bei der Copa América 2022 war sie dabei und kam in zwei Gruppenspielen sowie als Einwechselspielerin im Finale zum Einsatz. Am Ende gewann sie mit ihren Mitspielerinnen durch einen 1:0-Sieg über Kolumbien den Titel des Südamerikameisters. Dadurch qualifizierte sich ihre Mannschaft für die Weltmeisterschaft 2023. Auch im Finalissima 2023 erhielt sie einen Startelfeinsatz, verlor hier aber am Ende mit ihrer Mannschaft gegen England mit 3:5 im Elfmeterschießen.

## Erfolge
- CONMEBOL Copa Libertadores: 2023
- Brasilianische Meisterin: 2013, 2023
- Brasilianische Superpokalsiegern: 2023, 2024
- Staatsmeisterin von São Paulo: 2023